# Viktor Novozhilov
Viktor Novozhilov (San Petersburgo, Unión Soviética, 5 de junio de 1960) es un deportista soviético retirado especialista en lucha libre olímpica donde llegó a ser subcampeón olímpico en Montreal 1976.

## Carrera deportiva
En los Juegos Olímpicos de 1976 celebrados en Montreal ganó la medalla de plata en lucha libre olímpica de pesos de hasta 82 kg, tras el luchador estadounidense John Peterson (oro) y por delante del alemán Adolf Seger (bronce).